# Вальхалла (зал славы)

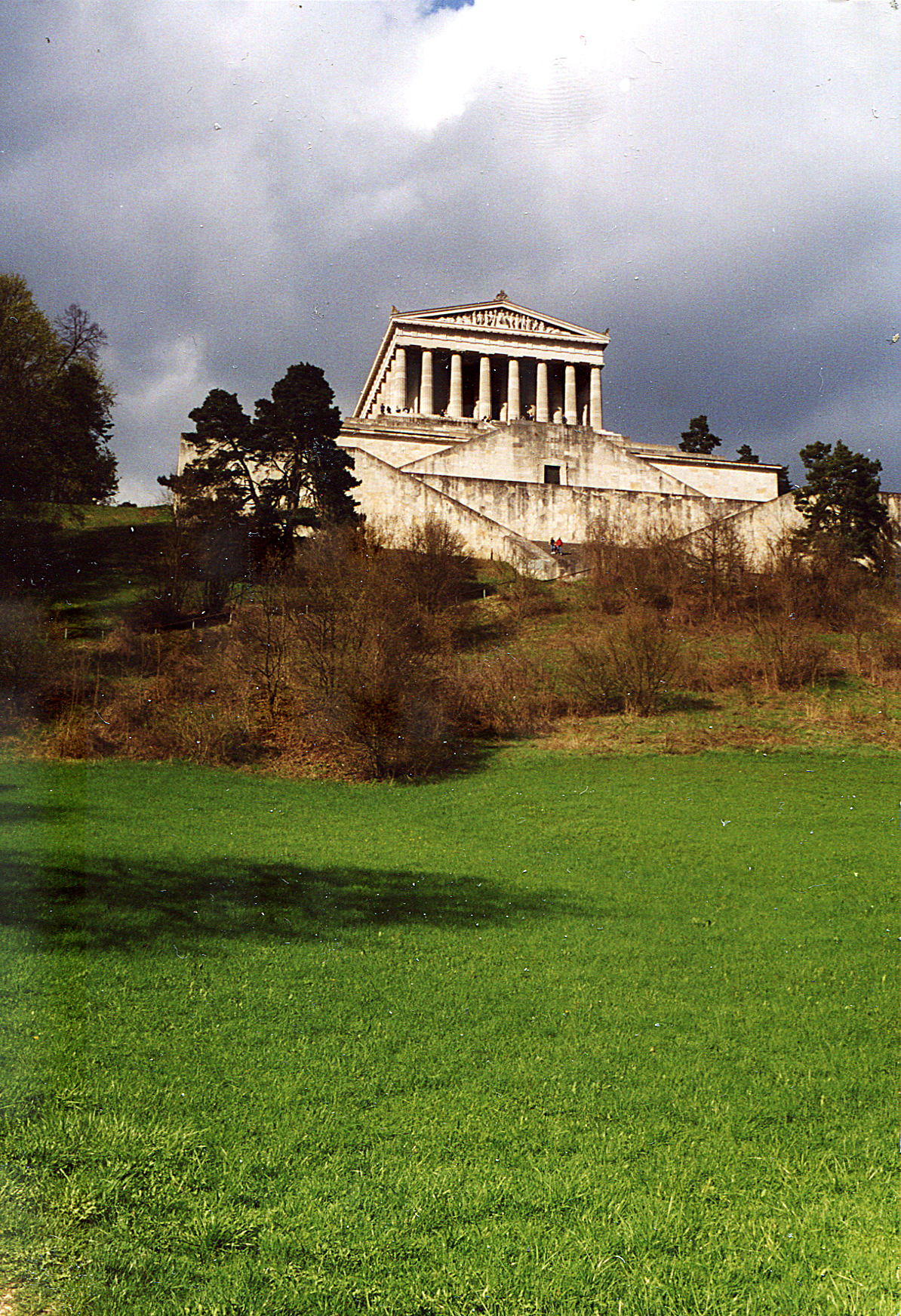
Вид на Зал Вальхаллы с берега реки Дунай.

Вальха́лла (нем. Walhalla) — зал славы выдающихся исторических личностей, принадлежащих к германской культуре, расположенный на высоком левом берегу Дуная в 10 км к востоку от города Регенсбурга (Бавария, Германия). Согласно скандинавской и немецкой мифологиям Вальхалла — место посмертного обитания павших в битве героев, доставляемых туда воинственными девами — Валькириями. Здание в неогреческом стиле, повторяющее в общих чертах архитектуру Парфенона афинского Акрополя, построено архитектором Лео фон Кленце, известным в России возведением здания Нового Эрмитажа в Санкт-Петербурге. Размеры Вальхаллы почти совпадают с размерами Парфенона. Его длина составляет 48,5 м, ширина — 14 м и высота — 15,5 м. Как и Парфенон, германский монумент имеет 8 х 17 колонн дорического ордера по главному и боковым фасадам

## История создания

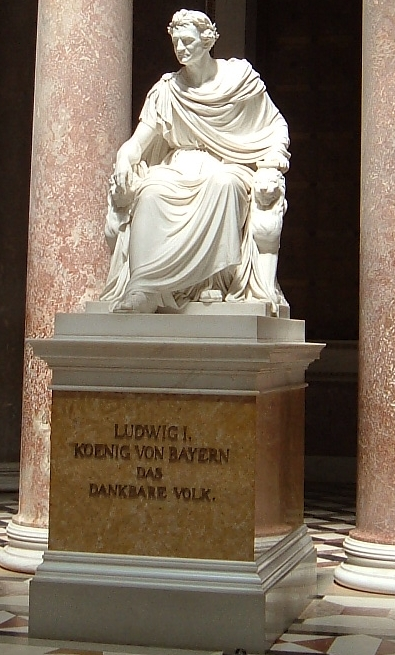
Памятник основателю Зала Славы — Людвигу I

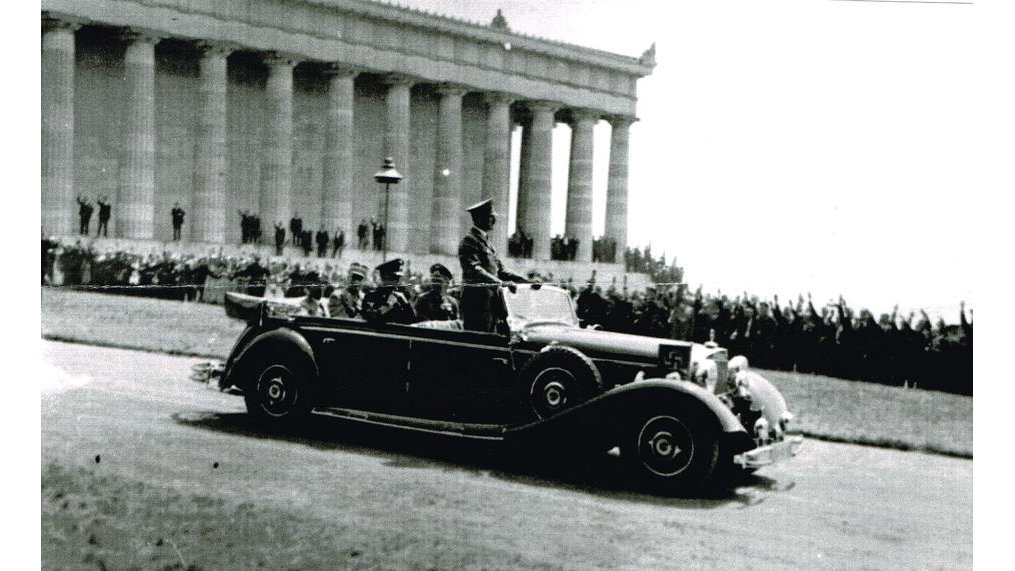
Посещение зала славы Адольфом Гитлером 6 июня 1937 года

Идея создания подобного зала появилась у тогда ещё наследного принца Людвига в 1807 году, когда немецкие государства потерпели поражение в войне с Наполеоном. По мысли Людвига его Вальхалла должна была стать памятником величайшим представителям Германии за 1800 лет, начиная с битвы в Тевтобургском Лесу в 9 году н. э.
Если в скандинавской мифической Вальхалле пировали только воины-мужчины, героически погибшие на поле брани, то баварская Вальхалла Людвига была предназначена не только для воинов, но также и для учёных, писателей, клириков, среди которых могли быть и женщины.
В преддверии образования Германской империи, «немецкий» был синонимом «германского», поэтому в зал были включены представители готов, лангобардов, англосаксов, франков и швейцарцев.
Ко времени коронации Людвига в 1825 году уже было закончено 60 бюстов. В 1826 году Людвиг выбрал место для зала — на берегу Дуная рядом с Регенсбургом. Здание построено в стиле афинского Парфенона. На северном фризе находятся аллегорические изображения германских государств, тогда как на южном — преимущественно батальные сцены.
Строительство Зала славы было начато под руководством архитектора Лео фон Кленце 18 октября 1830 года, в 17-ю годовщину Битвы народов под Лейпцигом. При открытии Зала Вальхаллы 18 октября 1842 года в нём было 96 бюстов и 64 памятные доски для людей, чей портрет или описание не были доступны, чтобы моделировать скульптуру. Главным критерием для включения первых 160 человек, увековеченных в Зале, была принадлежность к германской культуре, поэтому там были представители Швеции, Австрии, Чехии, Польши, Великобритании, Нидерландов, России, Швейцарии и государств Прибалтики.
В настоящее время правительство Баварии, как преемник королевской власти, выбирает тех, чьи бюсты помещаются в Зал Славы. Единственное условие — человек, чей бюст предлагается разместить в Вальхалле, должен умереть более двадцати лет назад. Со времени открытия в Зал добавлено только 32 бюста и одна памятная доска (регулярность в добавлении отсутствует), так что в настоящее время в Вальхалле 193 памятных знака, из которых 12 посвящены женщинам.
В Вальхалле находятся четыре бюста выдающихся личностей российской истории, имеющих немецкое происхождение.
- Императрица Екатерина Великая. Автор бюста — скульптор Вредов (нем. Wredow), 1831 г.[3]
- Фельдмаршал Миних. Автор — скульптор Лосов (нем. Lossov), 1841 г.[3]
- Фельдмаршал Барклай де Толли. Автор бюста — скульптор Виднман (нем. Widnmann), 1841 г.[4]
- Граф Дибич-Забалканский. Автор бюста — скульптор Раух (нем. Rauch), 1830 г.[3]

Последние дополнения:
- 1990 Альберт Эйнштейн
- 1998 Каролина Герхардингер
- 1999 Конрад Аденауэр
- 2000 Иоганн Брамс
- 2003 Софи Шолль
- 2007 Карл Фридрих Гаусс

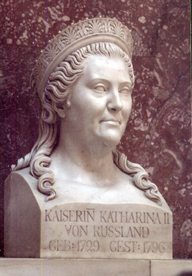
Императрица Екатерина Великая. Автор бюста — скульптор Вредов (Wredow), 1831 г.
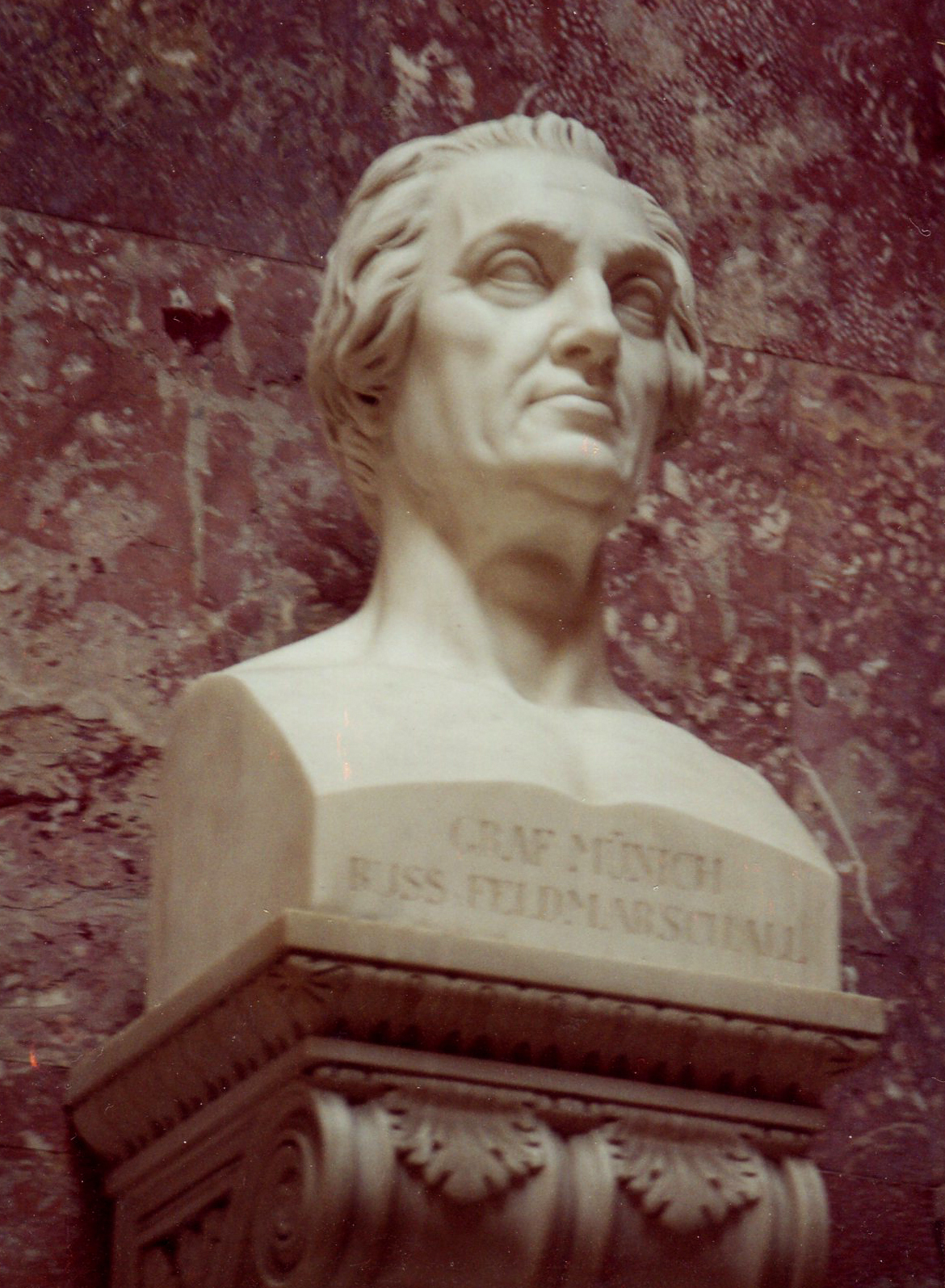
Фельдмаршал Миних. Автор — скульптор Лосов (Lossov), 1841 г.
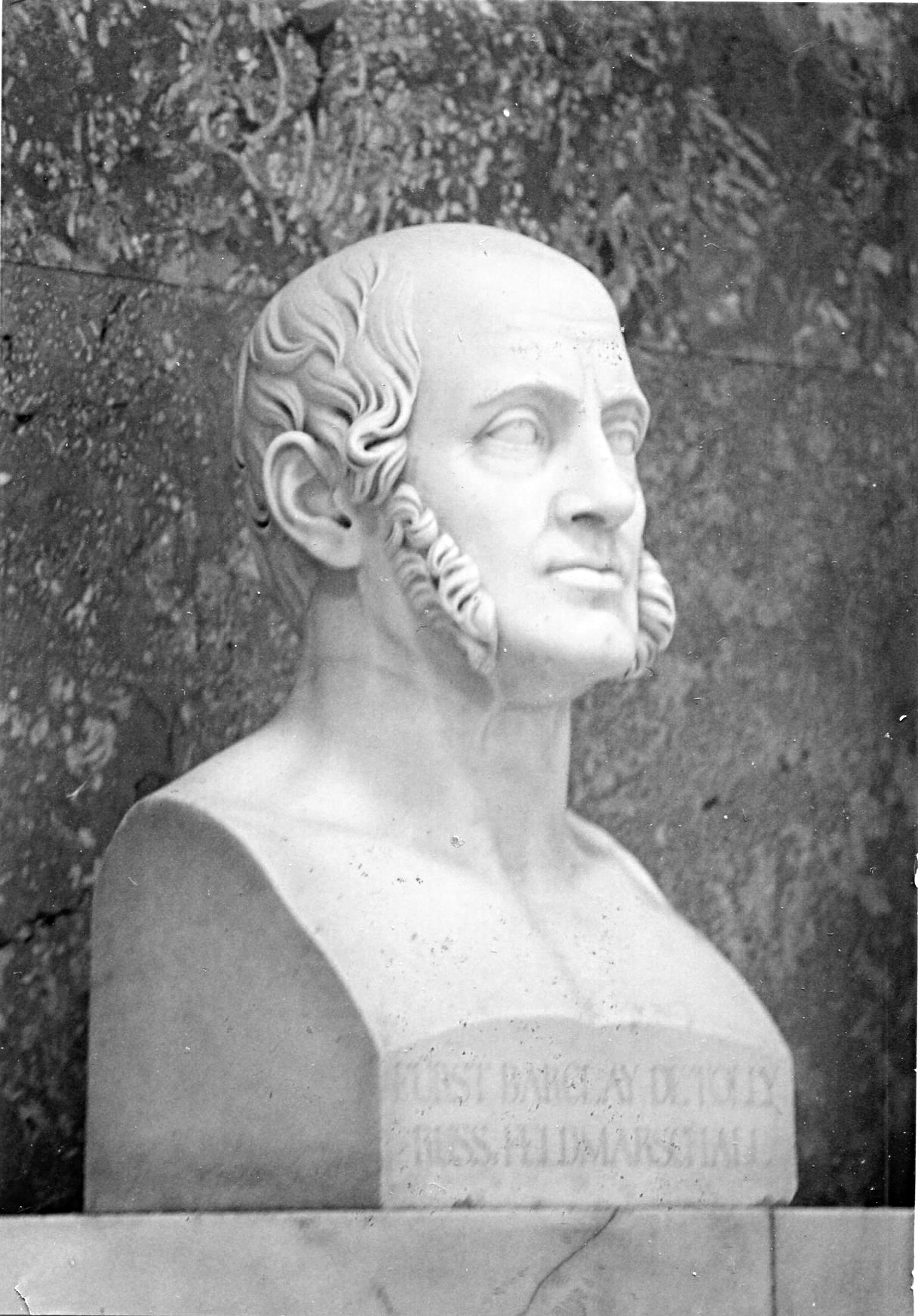
Фельдмаршал Барклай де Толли. Автор бюста — скульптор Виднман (Widnmann), 1841 г.
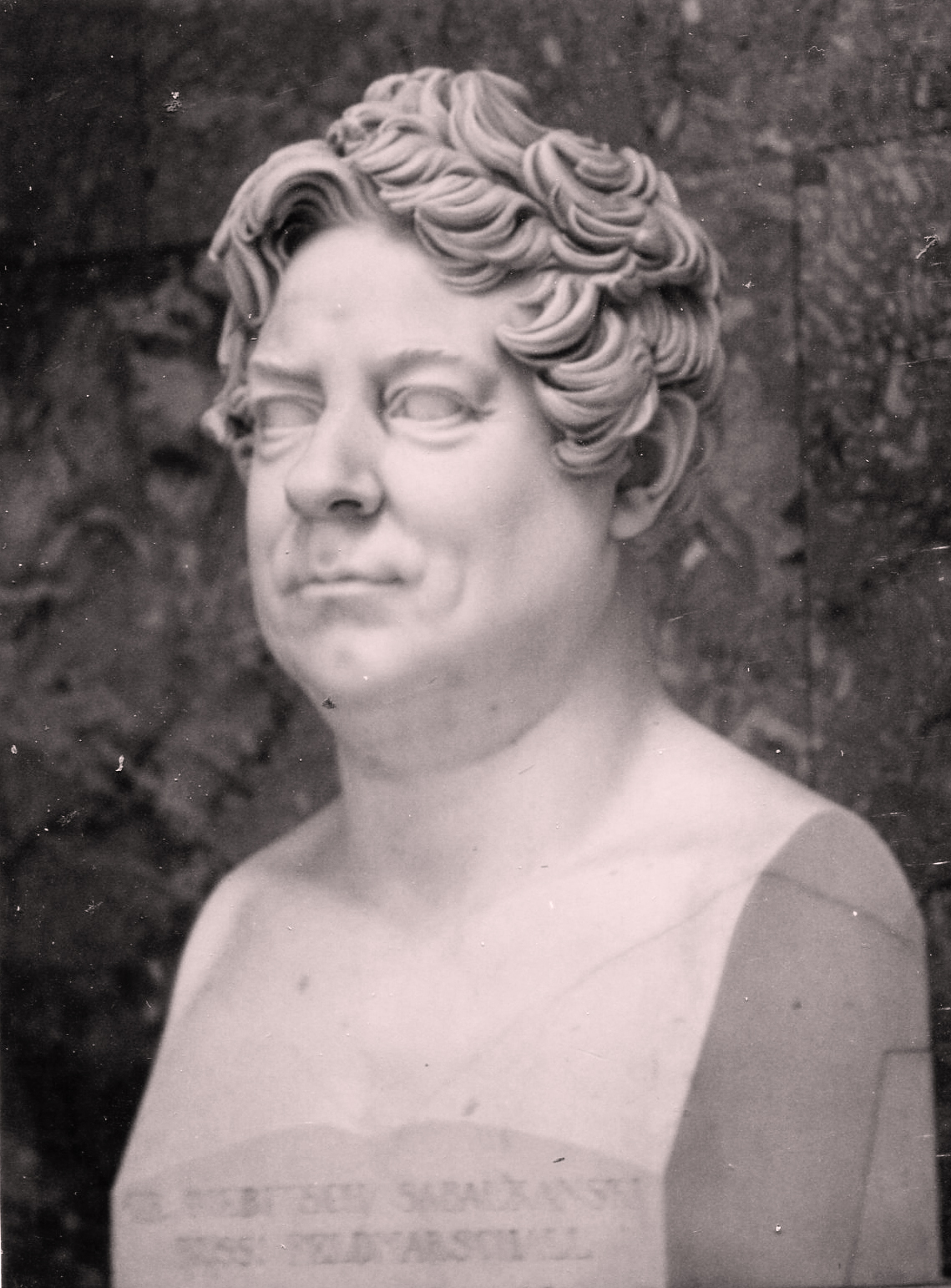
Граф Дибич-Забалканский. Автор бюста — скульптор Раух (Rauch), 1830 г.

Бюст Софи Шолль, участницы Сопротивления против нацизма, был открыт 22 февраля 2003 года — к 60-й годовщине её казни. Помимо этого установлена памятная доска о всех членах движения немецкого Сопротивления в нацистской Германии.
Будущие дополнения, которые были одобрены в 2006 году:
- 2008 Эдит Штайн
- 2009 Генрих Гейне

В Мюнхене в дальнейшем (1853 год) был создан дополнительный Зал Славы Баварии — «Ruhmeshalle München». Девять из баварских памятных знаков впоследствии сделаны и для Вальхаллы. Несмотря на то, что эти бюсты были разрушены во время Второй мировой войны, они не были воссозданы, а лишь установлены памятные доски о перемещении их в Вальхаллу. Однако памятник Людвигу I имеется и Вальхалле, и в зале Славы в Мюнхене.

## Бюсты

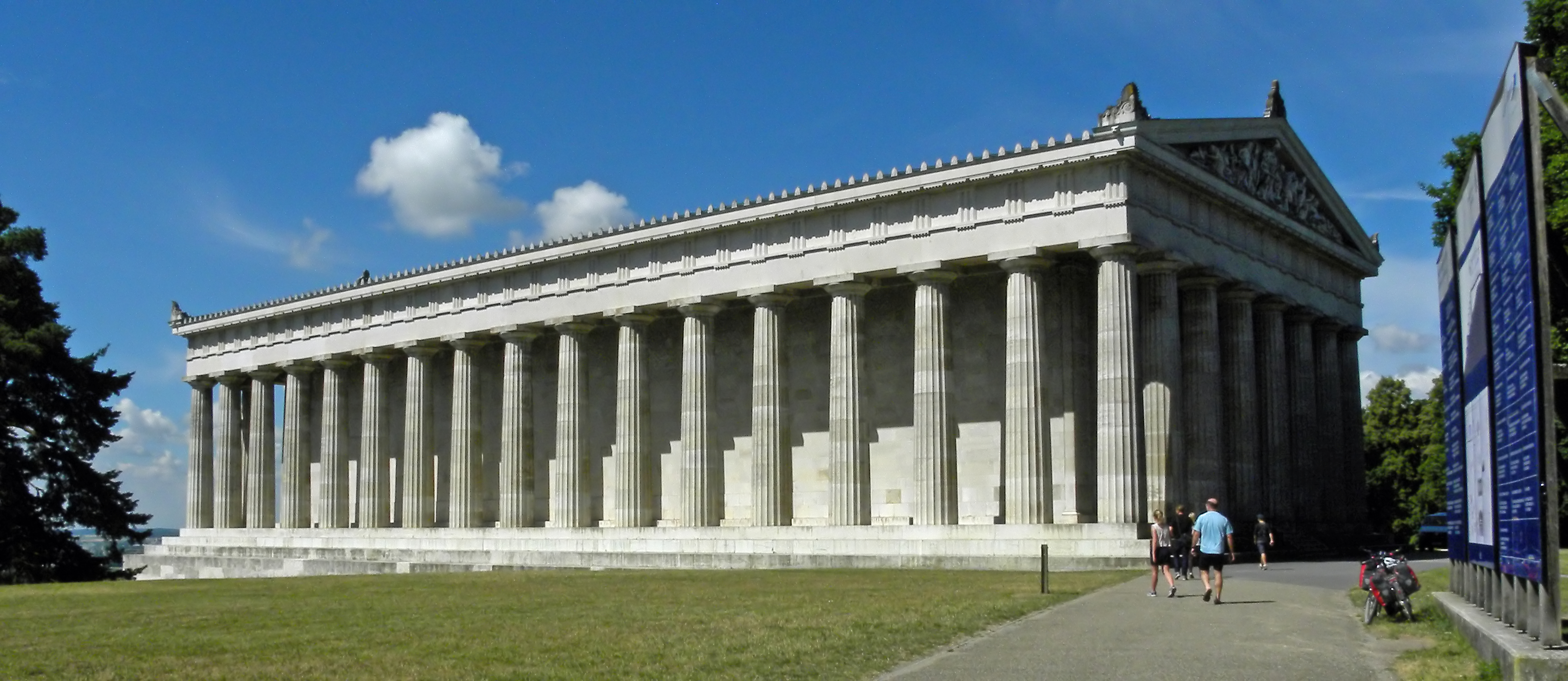
Вид на комплекс с северной стороны

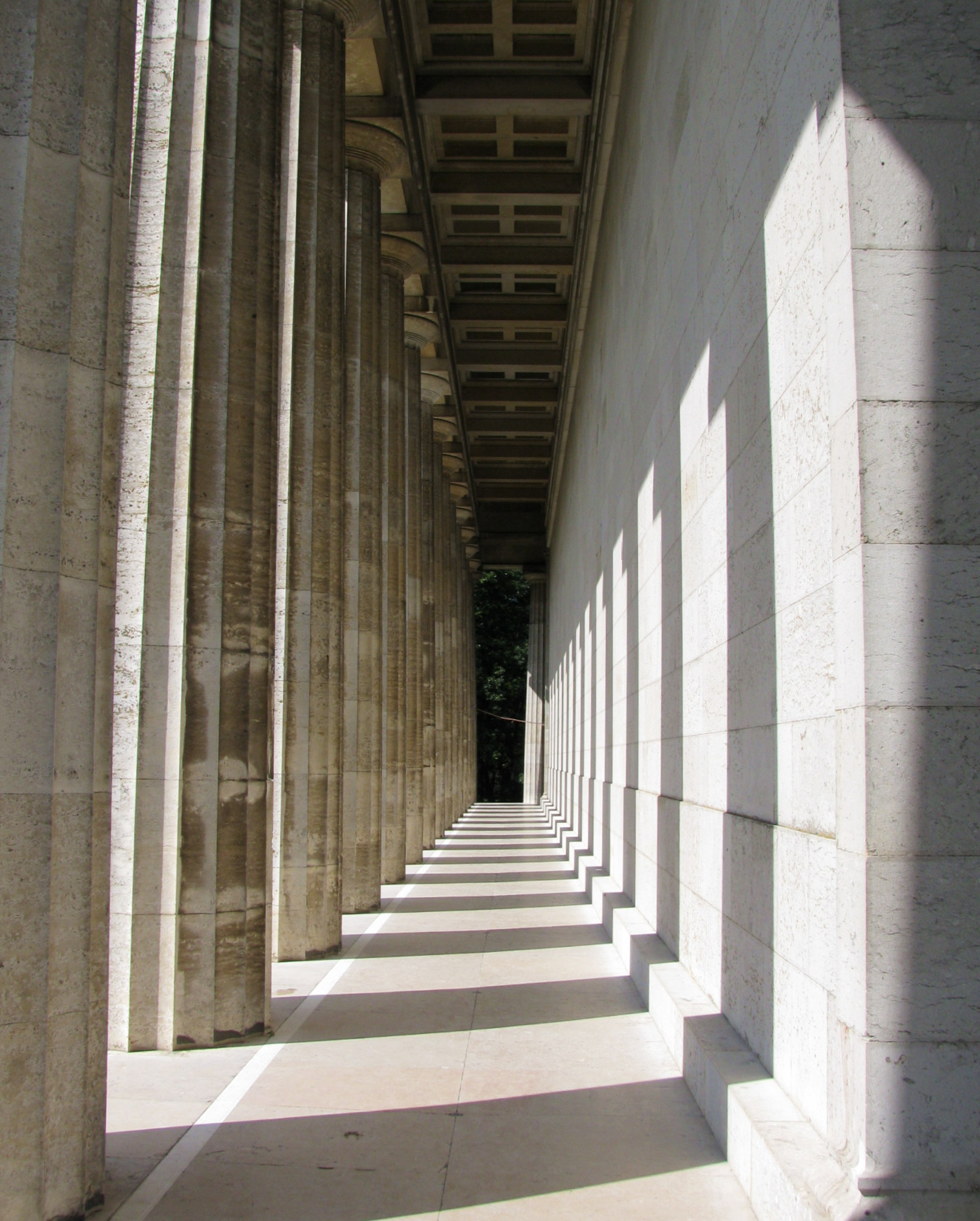
Колоннада

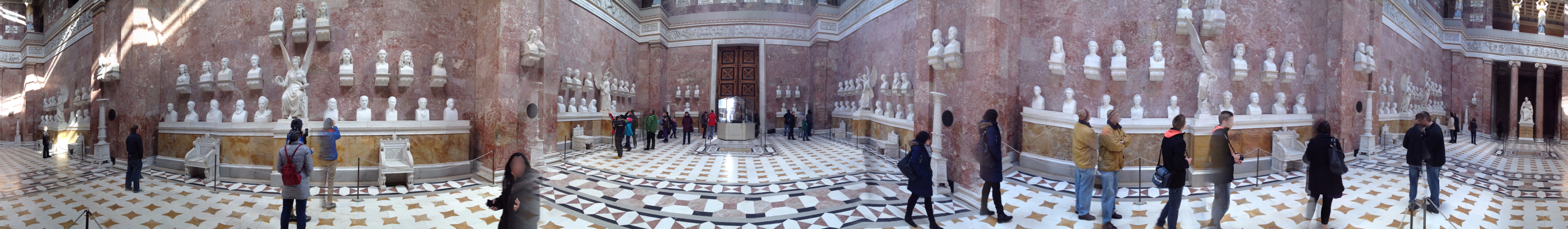
Панорама 360 главного зала

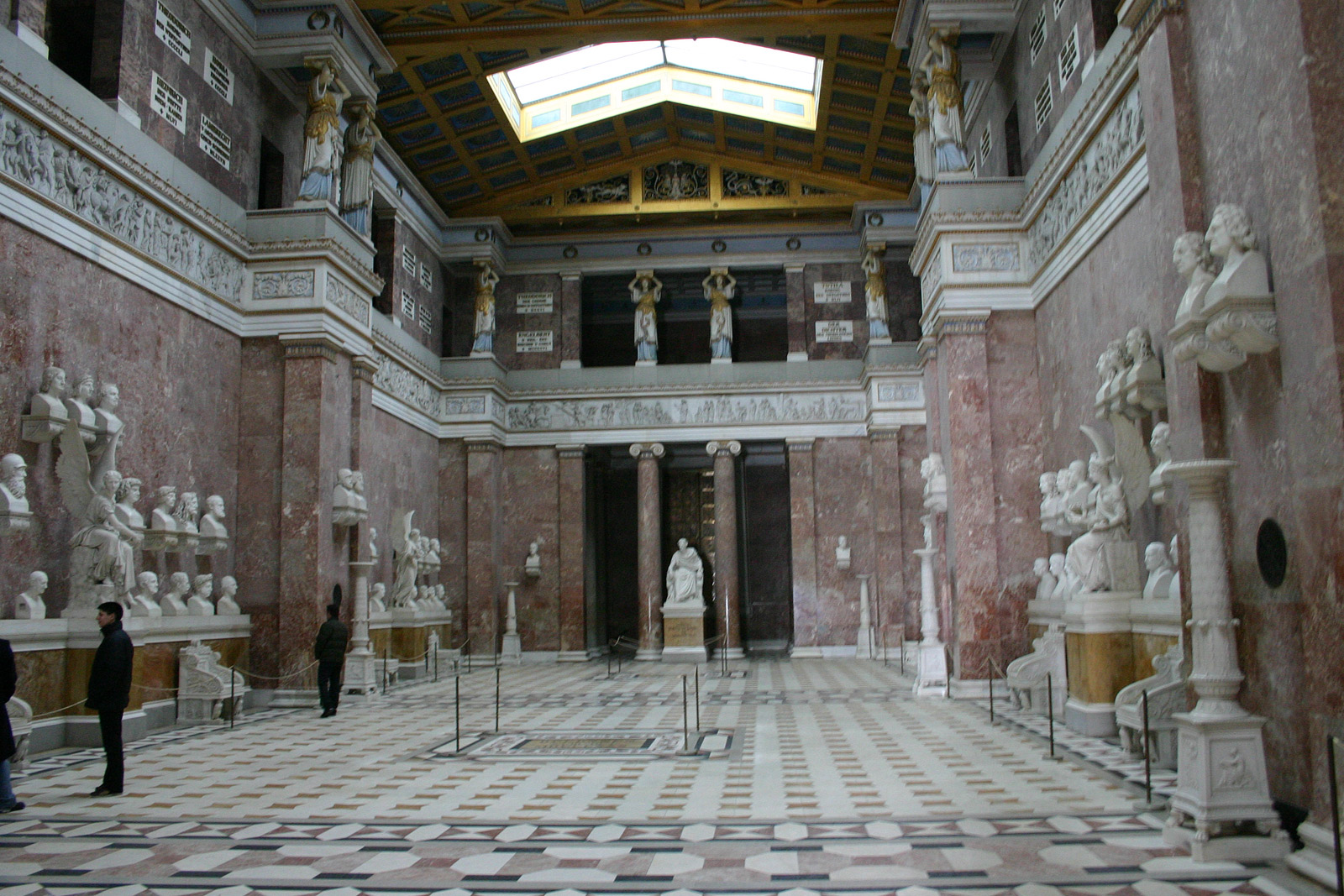
Вид главного зала Вальхаллы

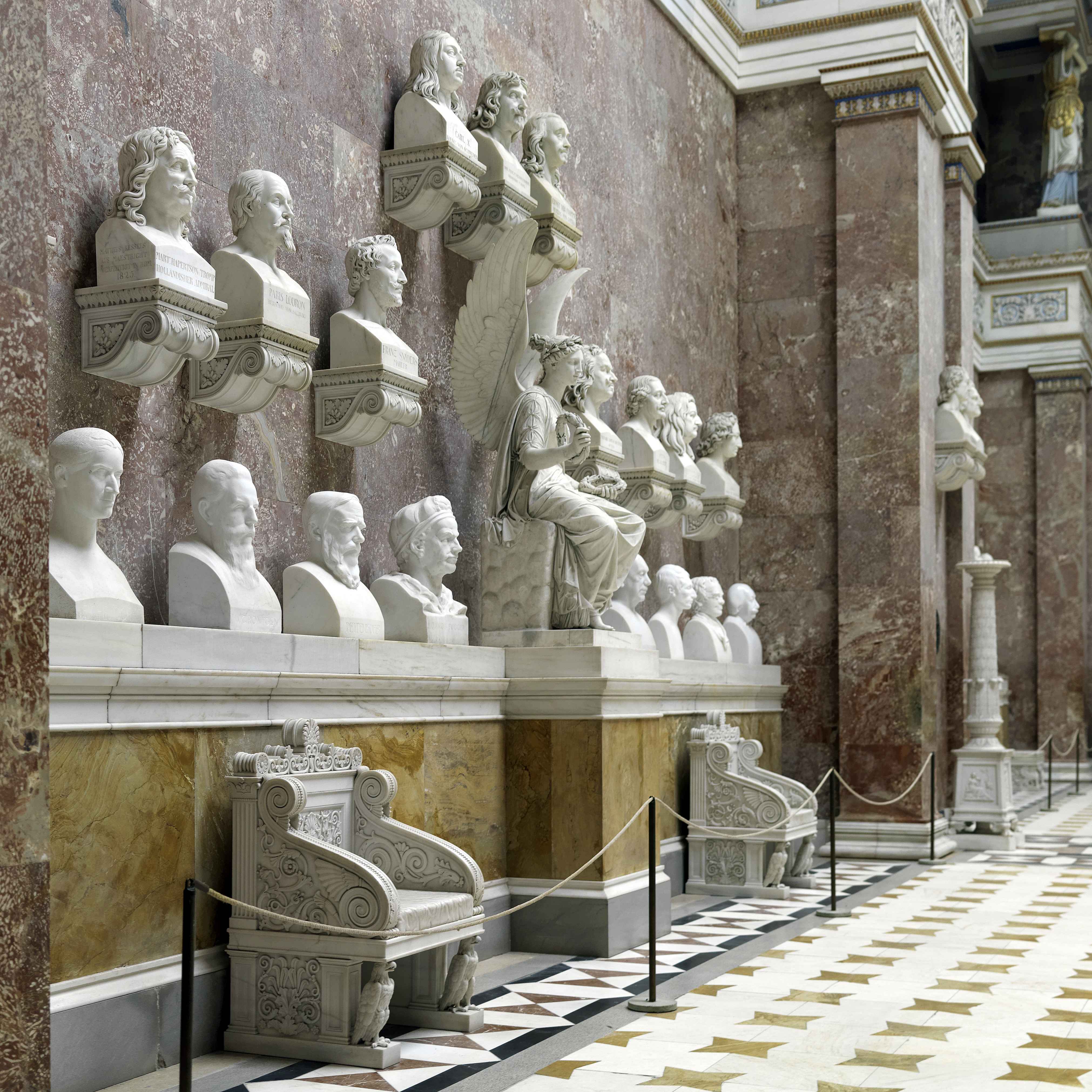
Мраморные бюсты

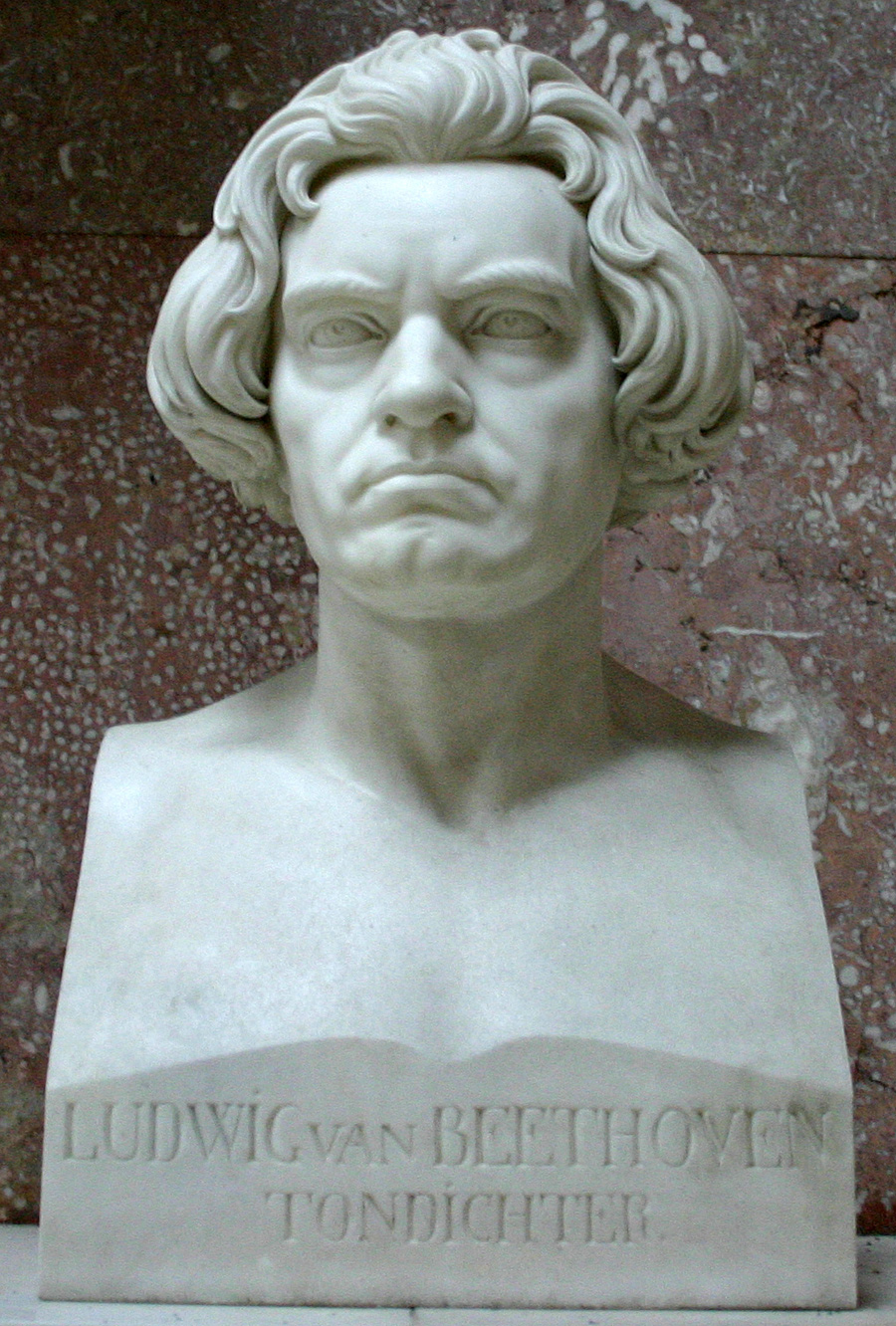
Бюст Людвига ван Бетховена

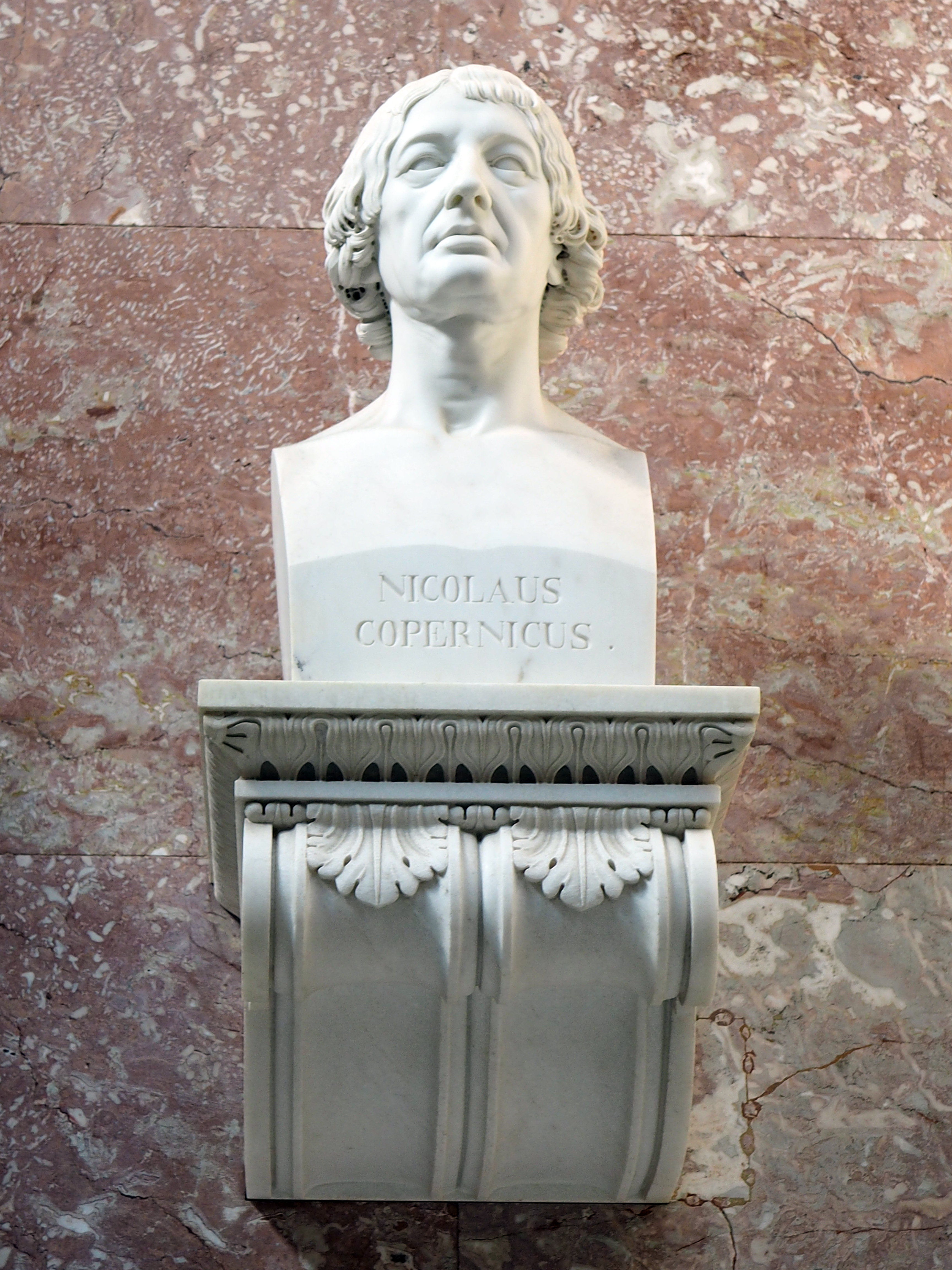
Бюст Николая Коперника

Ряды бюстов помещены хронологически, начиная с Генриха Птицелова (родился в 876 году нашей эры).
- Конрад Аденауэр — первый канцлер ФРГ
- Амалия Елизавета — графиня Гессен-Кассельская во время Тридцатилетней войны
- Август Сильный — курфюрст Саксонии и король Польши
- Иоганн Себастьян Бах — композитор
- Михаил Богданович Барклай де Толли — русский фельдмаршал
- Людвиг ван Бетховен — композитор
- Бернгард Саксен-Веймарский — протестантский полководец времён Тридцатилетней войны
- Отто фон Бисмарк — канцлер Северогерманского союза и затем Германской империи
- Гебхард Леберехт фон Блюхер — прусский генерал-фельдмаршал
- Герман Бургаве — голландский гуманист и врач
- Иоганн Брамс — композитор
- Антон Брукнер — австрийский композитор
- Готфрид Август Бюргер — поэт
- Кристоф — герцог Вюртемберга
- Иоганн фон Дальберг — епископ Вормсский
- Иван Иванович Дибич-Забалканский — граф, российский фельдмаршал
- Альбрехт Дюрер — гравёр и живописец
- Антон ван Дейк — фламандский живописец
- Эберхард I — герцог Вюртемберга
- Юлиус Эхтер фон Меспельбрунн — епископ Вюрцбурга
- Йозеф фон Эйхендорф — поэт
- Альберт Эйнштейн — физик
- Эразм Роттердамский — голландский гуманист
- Эрнст I — Герцог Саксен-Готский во время Тридцатилетней войны
- Ян ван Эйк — фламандский живописец
- Карл Вильгельм Фердинанд — герцог Брансвика-Люненбурга, прусский генерал-фельдмаршал
- Фридрих I Победоносный — курфюрст Пфальца
- Фридрих I Барбаросса — император Священной Римской империи
- Фридрих II — император Священной Римской империи
- Фридрих II Великий — король Пруссии
- Фридрих Вильгельм — курфюрст Бранденбурга, прозванный Великий Курфюрст
- Георг фон Фрундсберг — рыцарь и лидер ландскнехтов
- Якоб Фуггер — банкир из Аугсбурга
- Иоганн Гутенберг — изобретатель книгопечатания
- Каролина Герхардинер — монахиня, основательница ордена герхардинок
- Эрнст Гидеон Лаудон — австрийский фельдмаршал
- Кристоф Виллибальд Глюк — композитор
- Иоганн Вольфганг фон Гёте — поэт и учёный
- Иоганн Йозеф фон Гёррес — писатель
- Гуго Гроций — голландский юрист
- Отто фон Герике — немецкий учёный и изобретатель
- Альбрехт фон Галлер — швейцарский анатом и физиолог
- Ханс фон Холлвил — швейцарский командующий в сражении при Морате
- Георг Фридрих Гендель — немецкий композитор
- Йозеф Гайдн — австрийский композитор
- Генрих Лев — герцог Саксонии и Баварии
- Генрих I Птицелов — герцог Саксонии и король германцев
- Йоганн Якоб Вильгельм Хайнзе — немецкий писатель
- Бертольд фон Хеннеберг — архиепископ Майнца
- Иоганн Готфрид Гердер — немецкий поэт, критик и богослов
- Уильям Гершель — английский астроном немецкого происхождения
- Ганс Гольбейн Младший — немецкий живописец
- Ульрих фон Гуттен — немецкий рыцарь и гуманист
- Фридрих Людвиг Ян — немецкий патриот и «отец гимнастики»
- Иммануил Кант — немецкий философ
- Карл-Людвиг-Иоанн — австрийский эрцгерцог и военачальник
- Карл V Габсбург — император Священной Римской империи
- Карл V (герцог Лотарингии)
- Карл X Густав — король Швеции
- Екатерина II Великая — императрица всероссийская
- Иоганн Кеплер — немецкий математик и астроном
- Фридрих Готтлиб Клопшток — немецкий поэт
- Конрад II — император Священной Римской империи
- Николай Коперник — польско-немецкий астроном
- Готфрид Вильгельм Лейбниц — немецкий философ и математик
- Готхольд Эфраим Лессинг — немецкий поэт эпохи Просвещения
- Юстус Либих — немецкий химик
- Парис фон Лодрон — архиепископ Зальцбурга
- Людвиг-Вильгельм — маркграф Баден-Бадена, имперский командующий
- Людвиг I — король Баварии, основатель зала славы Вальхаллы.
- Мартин Лютер — лидер немецкой Реформации, переводчик Библии на немецкий язык. Первоначально его бюст в зале славы отсутствовал.
- Мария Терезия — эрцгерцогиня Австрии и королева Венгрии и Богемии
- Максимилиан I — император Священной Римской империи
- Максимилиан I — курфюрст Баварии
- Ханс Мемлинг — фламандский живописец
- Грегор Мендель — чешский монах и натуралист
- Антон Рафаэль Менгс — живописец
- Хельмут Йозеф фон Мольтке — немецкий юрист и участник Немецкого Сопротивления
- Мориц Оранский — штатгальтер Нидерландов
- Морис Саксонский — курфюрст Саксонии
- Юстус Мёзер — немецкий историк
- Вольфганг Амадеус Моцарт — австрийский композитор
- Иоганн Мюллер («Regiomontanus») — немецкий астроном и математик
- Иоганн фон Мюллер — швейцарский историк
- Иоганн Буркхардт Христофор Миних — русский фельдмаршал
- Август Нейдхардт фон Гнейзенау — прусский фельдмаршал
- Никлаус фон Флюэ — святой, швейцарский отшельник и мистик
- Оттон I Великий — первый император Священной Римской империи
- Парацельс — швейцарский врач и алхимик
- Жан Поль — немецкий юморист
- Макс фон Петтенкофер — немецкий химик и гигиенист
- Вальтер фон Плеттенберг — ландмейстер Тевтонского ордена в Ливонии
- Йозеф Радецкий — австрийский военачальник
- Макс Регер — немецкий композитор и органист
- Иоганн Рейхлин — немецкий философ и гуманист
- Вильгельм Конрад Рентген — немецкий физик
- Петер Пауль Рубенс — фламандский живописец
- Рудольф I — король Германии
- Михаил Адриансзон Рюйтер — голландский адмирал
- Герхард фон Шарнхорст — прусский генерал
- Фридрих Шеллинг — немецкий философ
- Фридрих Шиллер — немецкий поэт, представитель «Бури и натиска»
- Софи Шолль — участница немецкого Сопротивления
- Иоганн Филипп фон Шёнборн — архиепископ Майнца
- Франц Шуберт — австрийский композитор
- Карл Филипп цу Шварценберг — австрийский фельдмаршал
- Франц фон Зиккинген — лидер рыцарства в Рейнской области и Швабии
- Франс Снейдерс — фламандский живописец
- Генрих Фридрих Карл фон Штейн — прусский политический деятель
- Эрвин фон Штайнбах — архитектор Страсбургского собора.
- Адальберт Штифтер — австрийский писатель
- Рихард Штраус — немецкий композитор
- Иоганн Авентин (Иоганн Георг Турмайр) — баварский учёный и историк.
- Максимилиан фон Траутмансдорф — австрийский дипломат, участник переговоров перед заключением Вестфальского мира.
- Маартен Тромп — голландский адмирал.
- Эгидиус Чуди — швейцарский историк и политик
- Петер Вишер «старший» — немецкий скульптор
- Рихард Вагнер — немецкий композитор
- Альбрехт фон Валленштайн — герцог и генерал во время Тридцатилетней войны
- Карл Вебер — немецкий композитор.
- Кристоф Мартин Виланд — немецкий поэт.
- Вильгельм, граф Шаумбург-Липпе — полководец в Семилетней войне
- Вильгельм I — первый Германский Император
- Вильгельм I Оранский — первый штатгальтер Нидерландов.
- Вильгельм III Оранский — нидерландский штатгальтер, затем король Англии, Шотландии и Ирландии.
- Иоганн Иоахим Винкельман — немецкий археолог и исследователь античности.
- Николаус Людвиг фон Цинцендорф — немецкий религиозный и социальный реформатор

## Памятные доски

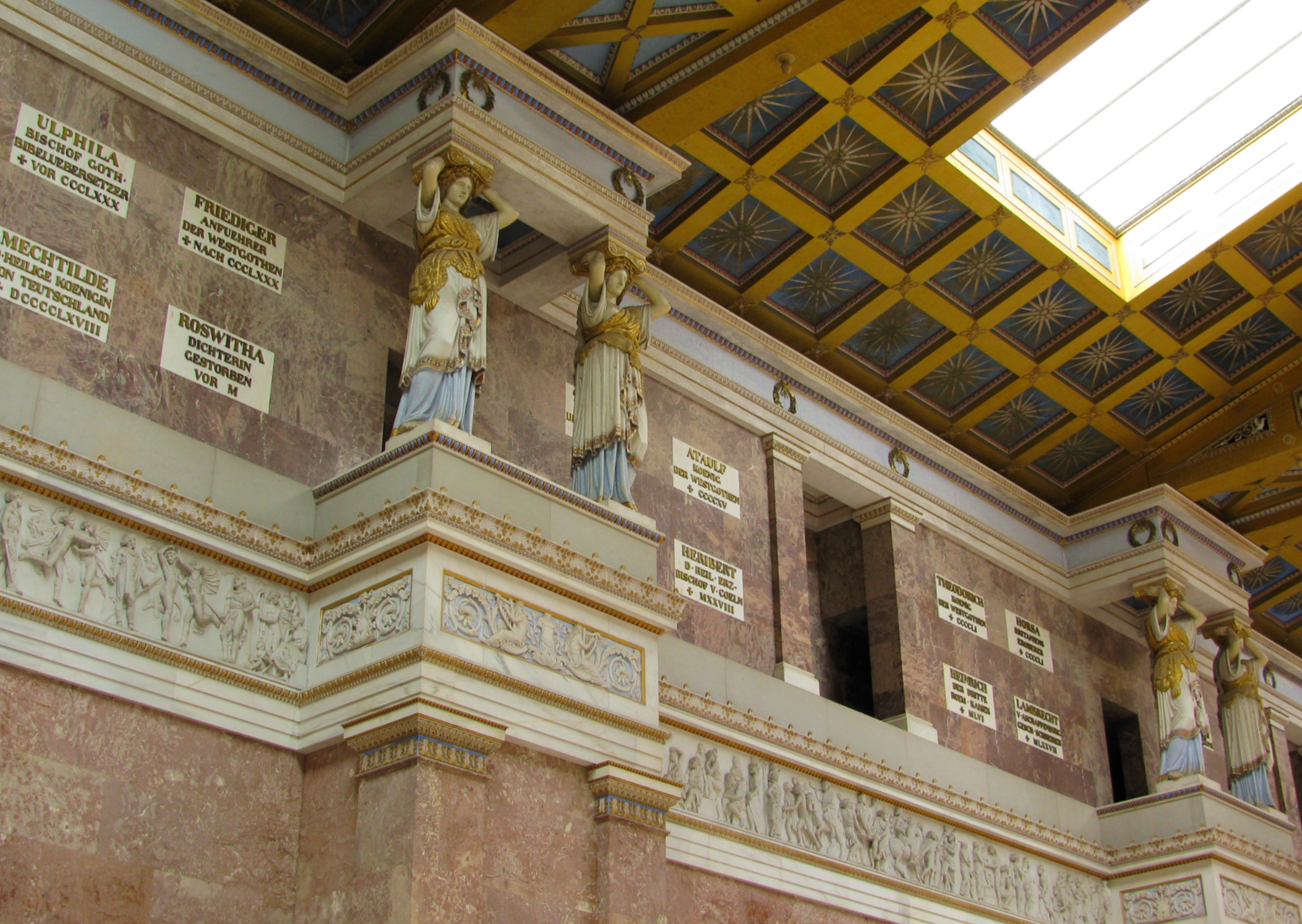
Памятные доски

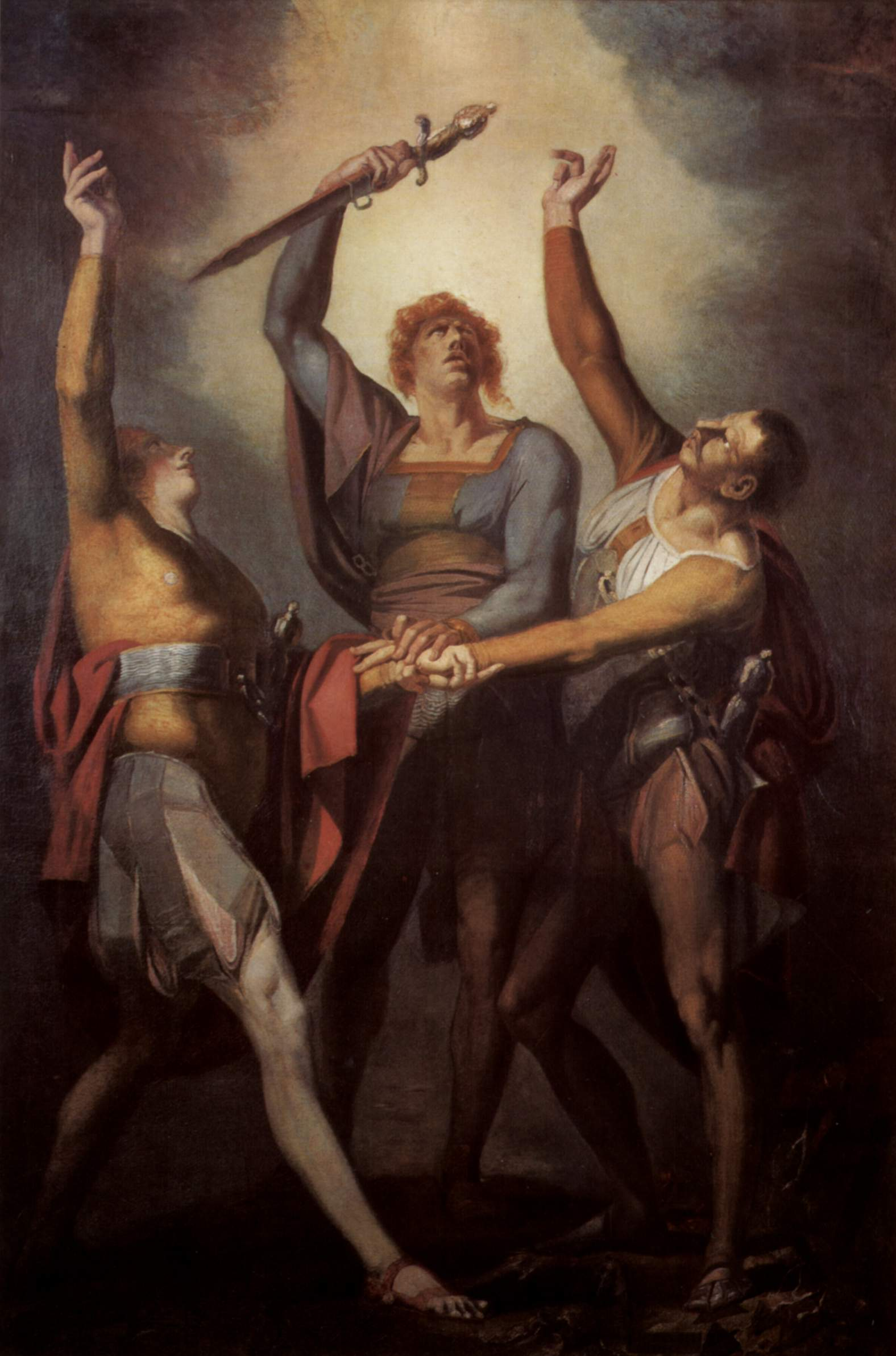
Клятва Рютли

Памятные доски были сделаны для тех людей, портреты или описания которых не были доступны для воссоздания их облика. Этот период включает выдающихся людей, начиная с Арминия (родившегося в 17 году до н. э.) до часового мастера Петера Хенляйна (умершего в 1542 году). 64 доски были установлены уже к открытию зала в 1842 году. Последняя 65-я, посвящённая памяти борцов немецкого Сопротивления, была установлена в 2003 году.
- Аларих — король вестготов
- Альберт Великий — философ и богослов
- Альбоин — король лангобардов
- Альфред Великий — первый король Англии
- Алкуин — первый епископ Утрехта, церковный историк
- Арминий — «без сомнения освободитель Германии», победитель в битве в Тевтонбургском лесу
- Арнульф Каринтийский — император Священной Римской империи
- Арнульф Баварский — «Арнульф Злой», герцог Баварии, конфисковавший церковную собственность для получения средств на оборону
- Атаульф — король вестготов
- Беда Достопочтенный — монах и историк
- Бернвард Хильдесхаймский — епископ Хильдесхайма
- Святой Бонифаций — святой, покровитель Германии
- Адриан фон Бубенберг — швейцарский рыцарь и генерал
- Бруно фон Варендорп — мэр Любека
- Веледа — предсказательница из племени бруктеров во время восстания батавов
- Вильгельм Кёльнский
- Виллиброрд Нортубрийский — святой, монах, миссионер, известный как «Апостол фризов»
- Арнольд фон Винкельрид — герой Швейцарии
- Видукинд Саксонский — герцог саксов и противник Карла Великого в Саксонских войнах
- Гай Юлий Цивилис — лидер восстания германцев против Рима в 69 году
- Елизавета Венгерская — святая, венгерская принцесса
- Гейзерих — король вандалов и Аланов
- Герард фон Риле — архитектор Кёльнского собора
- Генрих III — император Священной Римской империи
- Германарих — король остготов
- Герман фон Зальца — четвёртый гроссмейстер Тевтонского ордена
- Движение Сопротивления — борцы Германского Сопротивления против Нацистской Германии
- Карл Мартелл — «Молот», майордом Франков, победитель арабов при Пуатье
- Карл Великий — основатель Франкской империи.
- Ламбрехт фон Ашаффенбург
- Леопольд VI — герцог Австрии
- Маробод — король маркоманов
- Мехтильда Магдебургская — святая
- автор «Песни о Нибелунгах»
- Одоакр — вождь германцев, король ругов, низложивший последнего императора Гесперии
- Оттон I Виттельсбах — герцог Баварии
- Оттон II Виттельсбах — герцог Баварии
- Отто Бамбергский — святой, германский епископ, папский легат, миссионер в Померании
- Оттон Фрейзингский — епископ Фрейзинга
- Павел Диакон — лангобардский историк
- Пипин Геристальский — майордом франков
- Пипин Короткий — первый король франков из династии Каролингов
- Рабан Мавр — бенедиктинский монах, архиепископ Майнца
- Трое мужчин (Клятва Рютли) — легендарные основатели Швейцарской Конфедерации
- Теоделинда
- Теодорих I — король вестготов
- Теодорих Великий — король остготов и вестготов
- Арнольд фон Турн
- Тотила — король остготов
- Вульфила — епископ готов, миссионер, и переводчик Библии.
- Вальтер фон дер Фогельвейде — знаменитый миннезингер
- Фритигерн
- Фридрих III — герцог Австрии и король римлян
- Хенгист Кентский — король Кента
- Петер Хенляйн — изобретатель часов
- Гериберт — архиепископ Кёльна и канцлер императора Оттона III
- Хильдегарда Бингенская — монахиня, автор мистических трудов
- Хлодвиг I — король франков
- Хорса Кентский — воин V века, брат Хенгиста
- Хросвита Гандерсгеймская — бенедиктинская монахиня, поэтесса и драматург.
- Эгберт — король Уэссекса, фактически первый король Англии, дед Альфреда Великого
- Эйнхард — историк
- Эммерам Регенсбургский — святой
- Энгельберт Кёльнский — святой
- Вольфрам фон Эшенбах — рыцарь, знаменитый миннезингер и эпический поэт

## «Зал ожидания»
Первоначально «Зал ожидания» должен был быть реализован на нижнем этаже Вальхаллы, под главным залом. Там должны были быть размещены бюсты ныне здравствующих людей. После их смерти они должны были быть перенесены с соблюдением торжественной процессии на «небо» — в зал славы Вальхалла. По политическим соображениям эта идея так и не была реализована, и Лео фон Кленце оставил лестницу только в главный зал. Таким образом, был завершён хотя бы символический путь от земли до «неба». Архитектору Кленце удалось сохранить основную идею в качестве формального мотива и обеспечить смысл существования Вальхаллы. Эту лестницу и сегодня можно увидеть как большую дверь посередине рампы на передней стороне фасада.

Монументальная структура в классическом египетском стиле со стереометрическим формальным языком, отказом от орнамента и декора основана на революционном этапе архитектуре. Зал ожидания сам по себе так и не был завершён, он все ещё закрыт от зрителя. Его дальнейшее использование пока неясно, но, по информации Департамента государственного строительства Регенсбурга, после завершения ремонтных работ он станет доступен для посетителей.

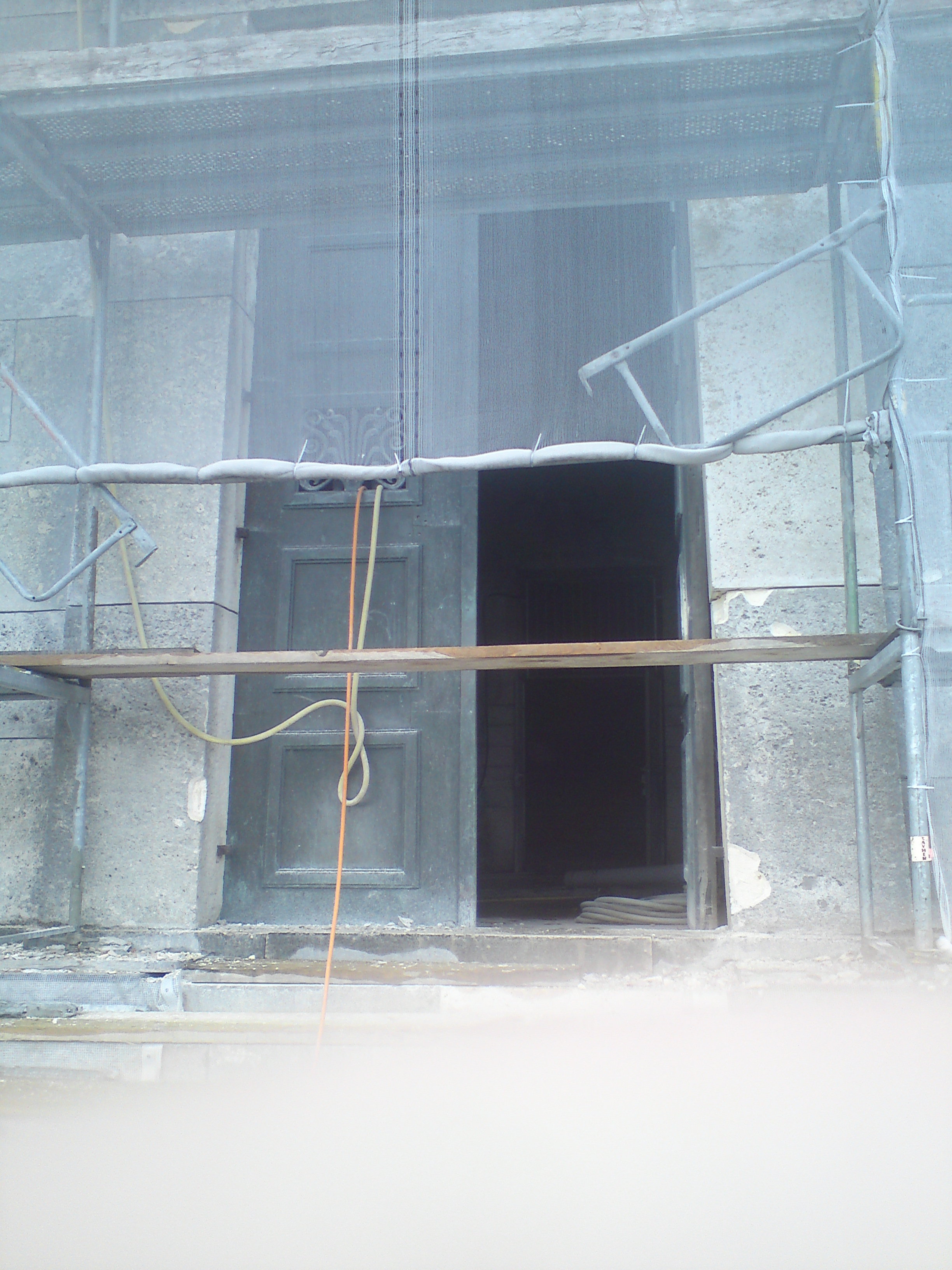
Вход в «Зал ожидания»
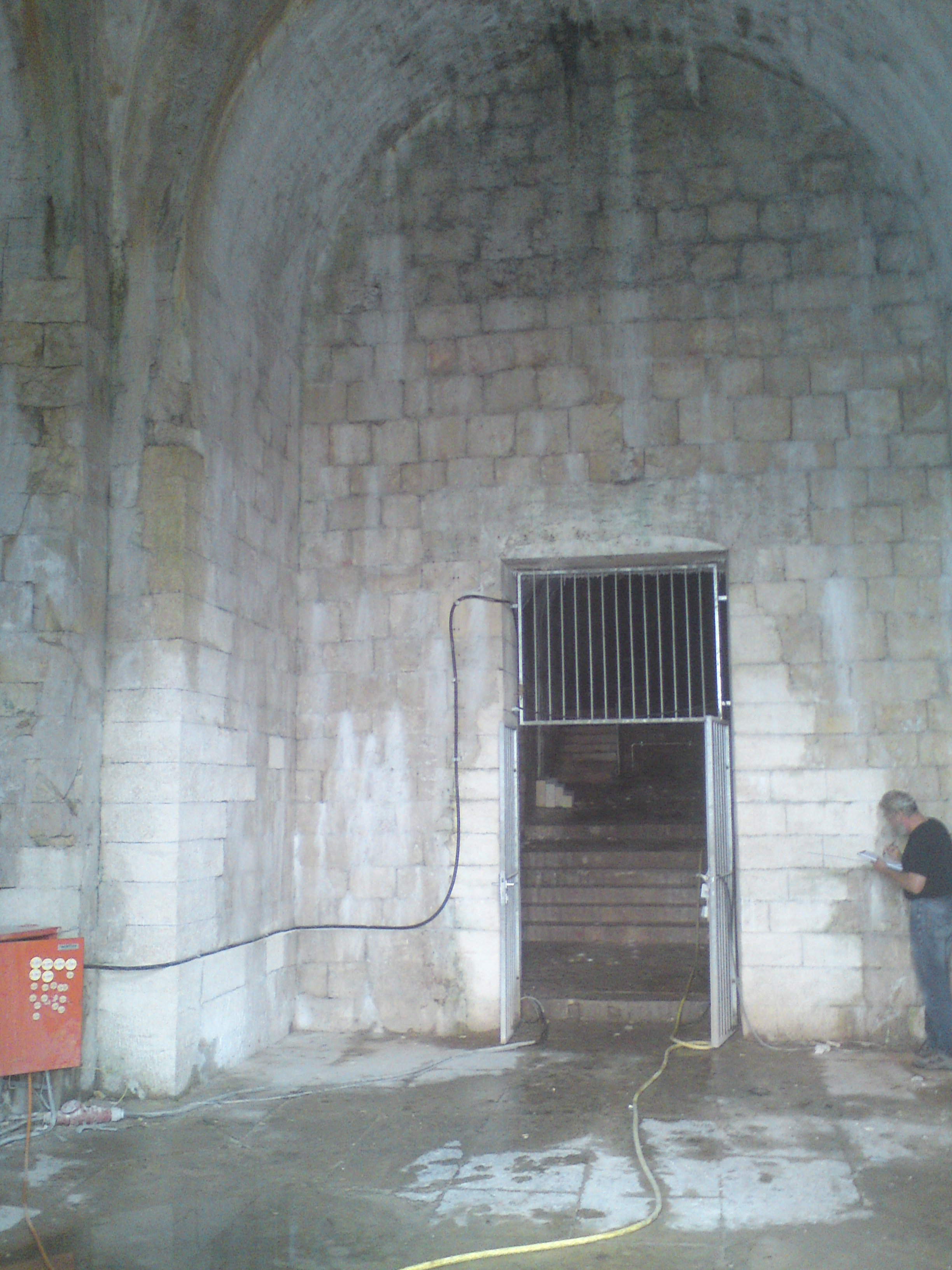
Портал главной лестницы заложен камнем
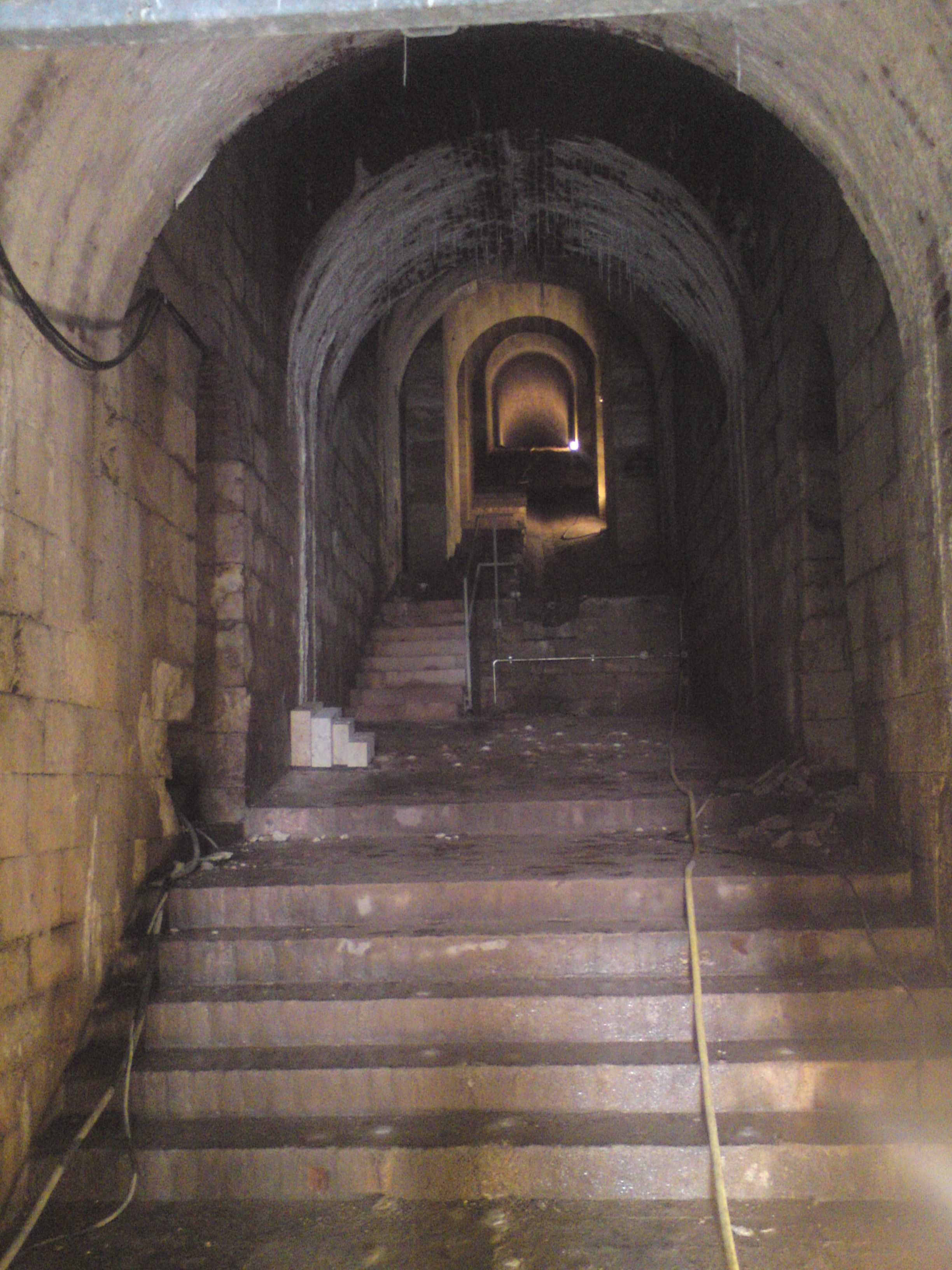
Парадная лестница, ведущая в «Зал ожидания»
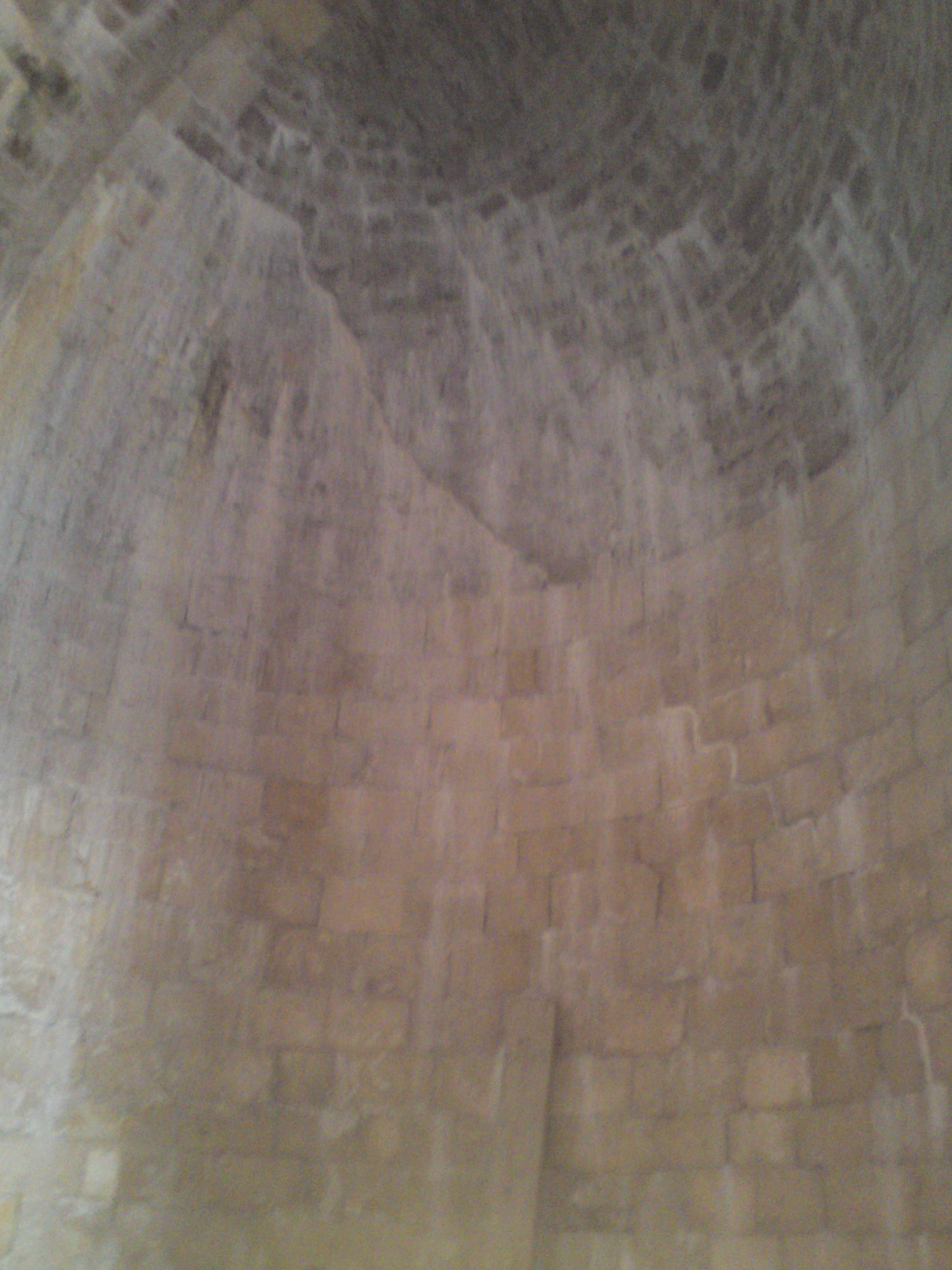
Боковое крыло с куполообразным сводом, запланированный подиум для бюстов. Не достроен
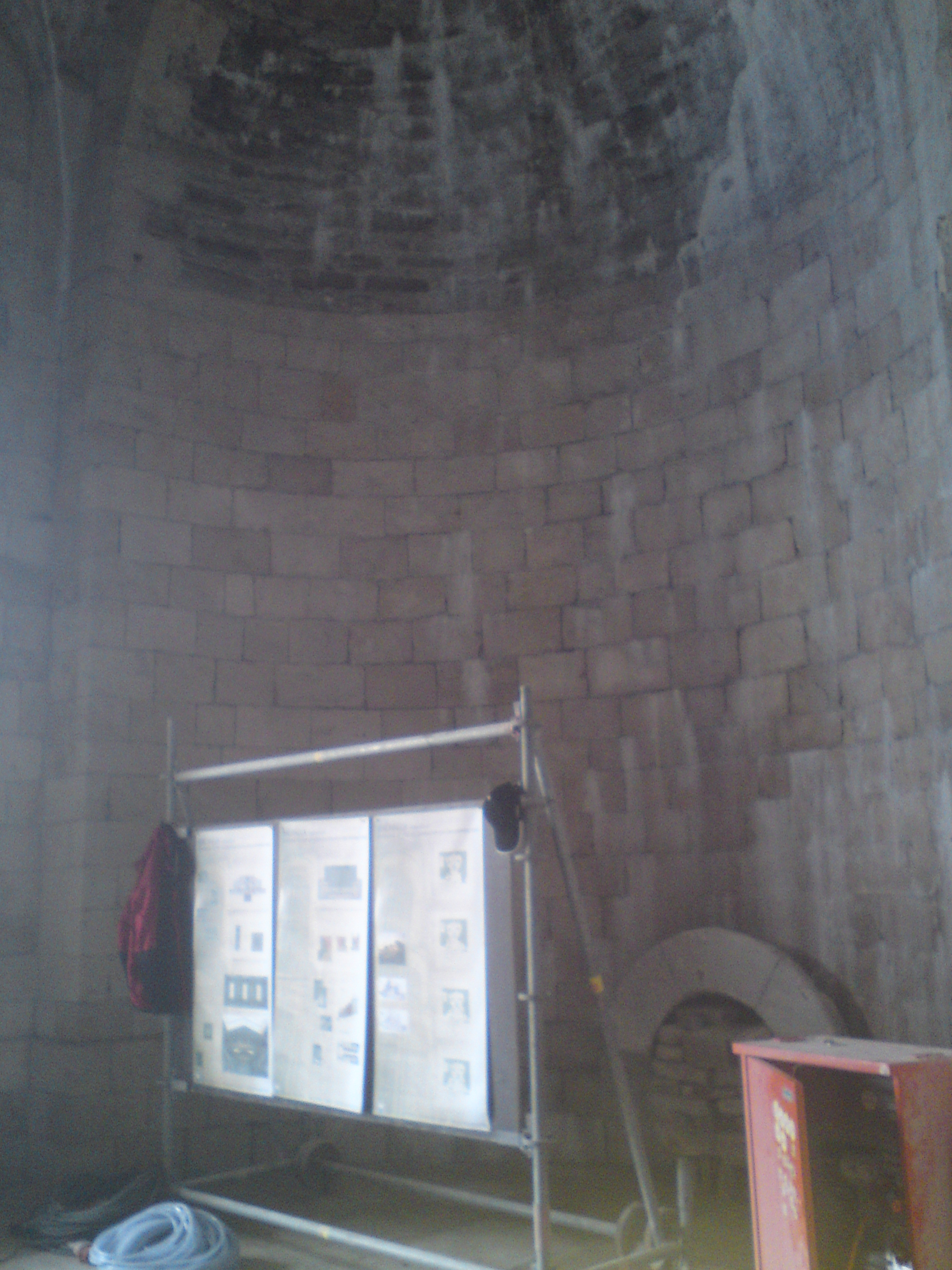
Противоположное боковое крыло с куполообразным сводом
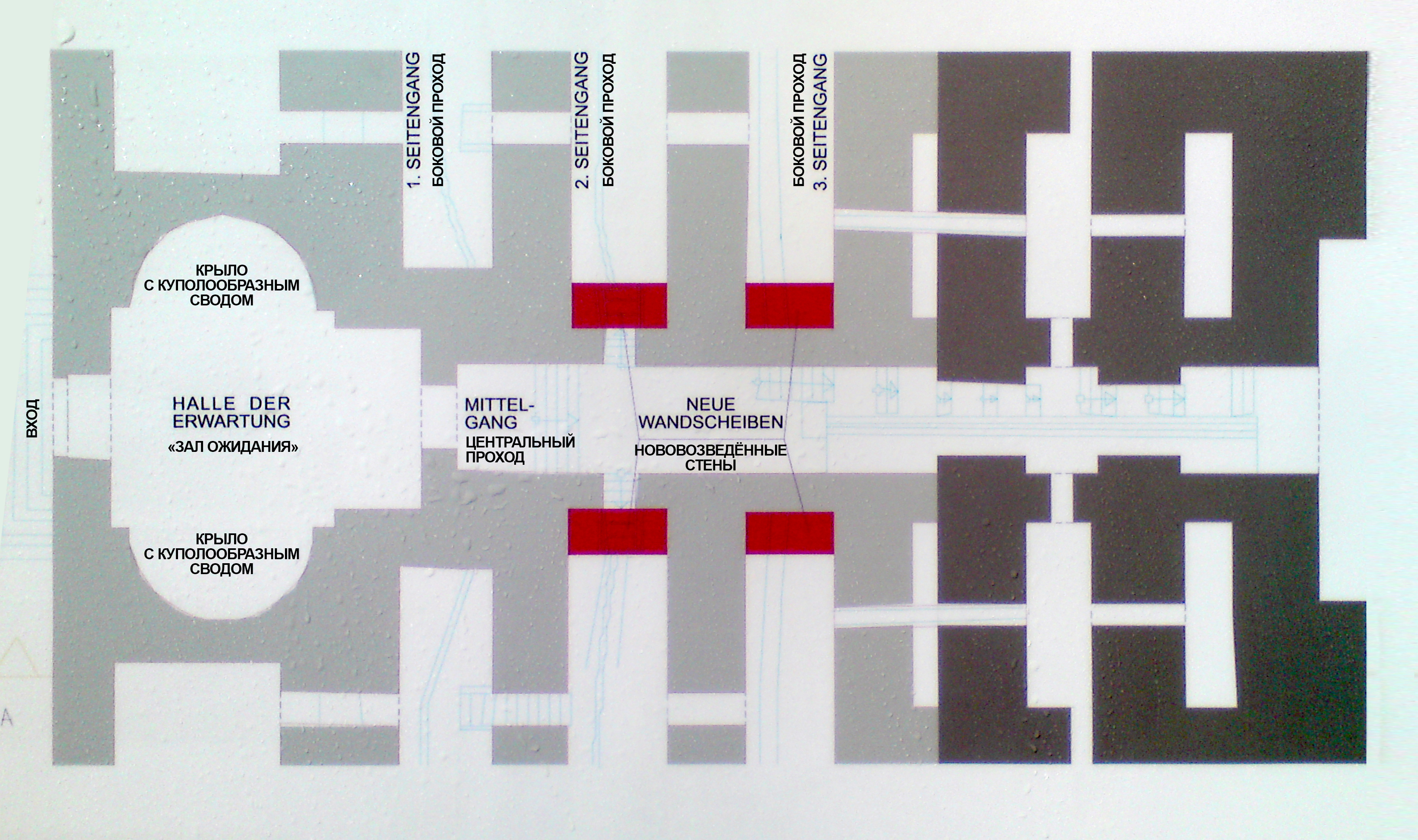
Схема этажа с «Залом ожидания»

## В астрономии
В честь «Вальхаллы» назван астероид,  который был открыт 29 января 1933 года  немецким астрономом Карлом Райнмутом в  Гейдельбергской обсерватории.